# Europium(III)-oxid
Europium(III)-oxid ist eine chemische Verbindung aus der Gruppe der Oxide des Europiums.

## Gewinnung und Darstellung
Nach der aufwendigen Abtrennung der anderen Lanthanoide aus deren Erzen wird letztendlich Europium(III)-oxalat Eu2(C2O4)3·10 H2O gewonnen, das anschließend zu Europiumoxid Eu2O3 verglüht wird.
{\displaystyle \mathrm {2\ Eu_{2}(C_{2}O_{4})_{3}+3\ O_{2}\longrightarrow 2\ Eu_{2}O_{3}+12\ CO_{2}} }
Um Nanokristalle des Materials zu erhalten, wird eine Synthese durch Kalzinierung des entsprechenden Hydroxids oder Oxalates verwendet.

## Eigenschaften

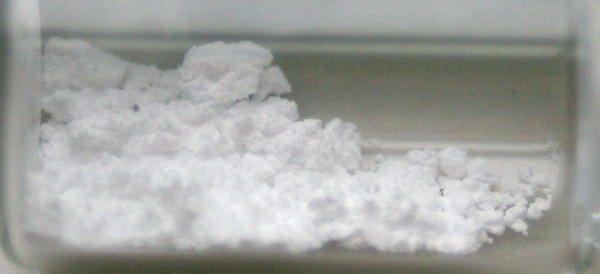
Europium(III)-oxid

Europium(III)-oxid ist ein hygroskopischer weißer bis hellrosafarbener geruchloser Feststoff, der praktisch unlöslich in Wasser ist. Es besitzt eine monokline Kristallstruktur.

## Verwendung
Es findet als Dotierungsmittel für Kathodenstrahlröhren Verwendung, in Plasmabildschirmen wandelt es Ultraviolettstrahlung in sichtbares Licht um. Die Fluoreszenz wird ebenfalls als Sicherheitsmerkmal auf Eurobanknoten genutzt.
Durch Reduktion von Europium(III)-oxid mit elementarem Europium und Siliciumdioxid bei 1100 °C kann Europium(II)-silicat hergestellt werden.